# Неряха Джо (блюдо)

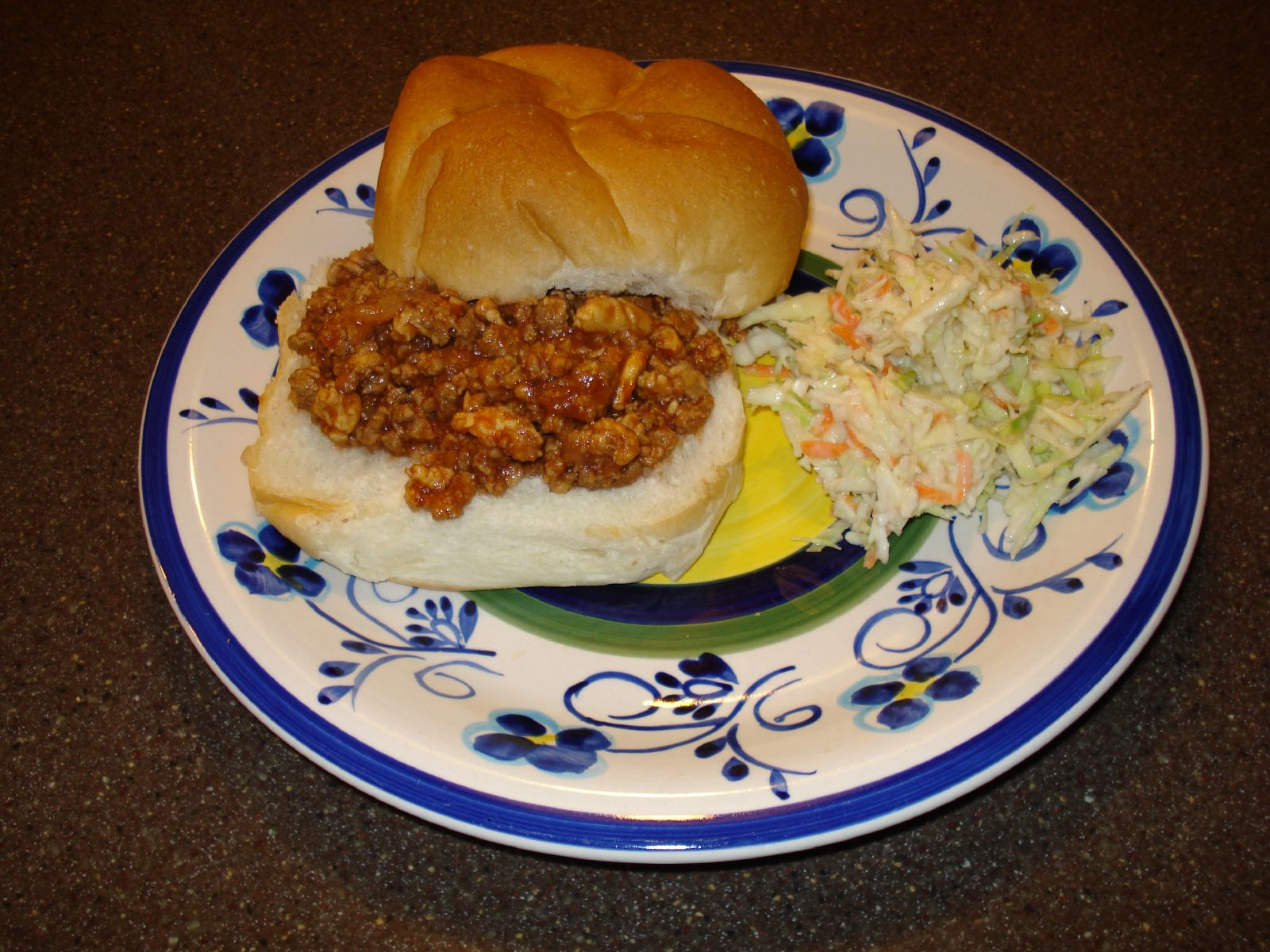
Неряха Джо по-домашнему с добавлением соуса барбекю

Неряха Джо (англ. Sloppy Joe, «Неряшливый Джо») — бургер, состоящий из говяжьего и/или свиного фарша, лука, томатного соуса или кетчупа, вустерского соуса, приправ и булочки для гамбургеров. Блюдо возникло в США в начале XX века.

## История
Американские кулинарные книги начала и середины XX века предлагают множество рецептов наподобие Неряхи Джо, хотя они носят разные названия: гамбургеры с жареным фаршем, сэндвичи с рубленым мясом, испанские гамбургеры, гамбургер по-креольски, говядина Миронтон и говяжий фарш по-испански.
Мэрилин Браун, директор подразделения Consumer Test Kitchen в HJ Heinz в Питтсбурге на основании исследования источников в Библиотеке Карнеги предполагает, что происхождение неряшливого Джо связано с «бутербродами с измельчённым мясом», продававшимися в Су-Сити, штат Айова, в 1930-х годах, которые были творением повара по имени Джо.
Упоминания Неряхи Джо начинаются с 1940-х годов. Одним из примеров из Огайо является реклама в Coshocton Tribune 1944 года под заголовком «Это стоит съесть» с надписью «Sloppy Joes» — 10c — Из Кубы — Вы попросите ещё — Лавка гамбургеров". И в других местах на той же странице: «Hap представляет новый сэндвич в лавке Hamburg Shop — Sloppy Joes — 10c».
Термин «sloppy joe’s» раньше определял любой дешёвый ресторан или обеденную забегаловку, где быстро подавали дешёвую еду, или тип повседневной одежды.
Продовольственные компании начали выпускать консервированный в банках мясной фарш с соусом под названием «Неряшливый Джо» или просто соус, в 1960-х годах, например, под торговой маркой Manwich (англ. man + sandwich).

## Вариации
В Северной Америке существует несколько разновидностей Неряхи Джо. В Квебеке, Канада, бутерброды с тушёным говяжьим фаршем, такие как pain à la viande и pain fourré gumbo, обычно подают с булочками для хот-догов. Подобный бутерброд, «динамит», существует в районе Вунсокета, штат Род-Айленд, и отличается использованием лука, болгарского перца и иногда сельдерея.
Сэндвичи с тушёным мясом распространены и в некоторых других кулинарных традициях. Rou jia mo из китайской провинции Шэньси, состоит из тушёной свинины, говядины или баранины в булочке на пару. Keema pav из индийской кухни использует булочку, наполненную фаршем из тушёного с карри мяса.
Фарш из индейки или текстурированный растительный белок можно использовать вместо говяжьего фарша. Из овощей также используют сладкий перец, огурцы, как свежие, так и маринованные, и листья салата.
Неряшливый Джо отличается от традиционного сэндвича с молотым мясом или похожего Tavern sandwich во многом благодаря томатному соусу.
В некоторых заведениях на севере Нью-Джерси холодный схожий только по названию сэндвич, приготовленный из комбинации мясных деликатесов, таких как индейка, ростбиф или особенно ветчина, с салатом из капусты, русским соусом и швейцарским сыром на трёх ломтиках ржаного хлеба, также известен как Неряха Джо.
В Великобритании существует разновидность пиццы Неряха Джузеппе, названная в честь сэндвича. Пицца стала популярной благодаря сети итальянских ресторанов Pizza Express.